# Liikva
Liikva is een plaats in de Estlandse gemeente Harku, provincie Harjumaa. De plaats heeft de status van dorp (Estisch: küla).

## Bevolking
Het dorp had 413 inwoners op 31 december 2011 en 548 inwoners op 31 december 2021.